# Wilkerson (Kalifornija)
Wilkerson je naseljeno područje za statističke svrhe u američkoj saveznoj državi Kalifornija. Prema popisu stanovništva iz 2010. u njemu je živjelo 563 stanovnika.